# Yuichiro Edamoto
Yuichiro Edamoto (枝本 雄一郎 Edamoto Yuichiro?, nacido el 6 de agosto de 1988 en Kanagawa) es un futbolista japonés que se desempeña como centrocampista.

## Trayectoria

### Clubes
| Club                | País  | Año         |
| ------------------- | ----- | ----------- |
| Thespakusatsu Gunma | Japón | 2013        |
| Fujieda MYFC        | Japón | 2014 - 2017 |
| FC Ryukyu           | Japón | 2018 -      |

## Estadística de carrera

### J. League
| Club                | Año   | J. League | J. League | Copa J. League | Copa J. League | Total | Total |
| Club                | Año   | Part.     | Goles     | Part.          | Goles          | Part. | Goles |
| ------------------- | ----- | --------- | --------- | -------------- | -------------- | ----- | ----- |
| Thespakusatsu Gunma | 2013  | 0         | 0         | -              | -              | 0     | 0     |
| Fujieda MYFC        | 2014  | 24        | 3         | -              | -              | 24    | 3     |
| Fujieda MYFC        | 2015  | 35        | 2         | -              | -              | 35    | 2     |
| Fujieda MYFC        | 2016  | 30        | 12        | -              | -              | 30    | 12    |
| Fujieda MYFC        | 2017  | 30        | 13        | -              | -              | 30    | 13    |
| Total               | Total | 119       | 30        | 0              | 0              | 119   | 30    |